# Lourdes (Terre-Neuve-et-Labrador)
 (mai 2018).
Si vous disposez d'ouvrages ou d'articles de référence ou si vous connaissez des sites web de qualité traitant du thème abordé ici, merci de compléter l'article en donnant les références utiles à sa vérifiabilité et en les liant à la section « Notes et références ».
Pour les articles homonymes, voir Lourdes.
Lourdes est une municipalité, située sur la péninsule de Port-au-Port de  l'Île de Terre-Neuve, dans la province de Terre-Neuve-et-Labrador, au Canada. 